# Le Ressentiment de Dou E
Le Ressentiment de Dou E (chinois traditionnel 竇娥冤, chinois simplifié 窦娥冤, pinyin Dou E yuan) est une pièce de théâtre de l'époque des Yuan écrite par Guan Hanqing dans la seconde moitié du XIIIe siècle.
Le Ressentiment de Dou E est l'une des plus célèbres pièces chinoises du genre zaju (ou théâtre du Nord), adaptée par la suite dans le genre kunqu, et à l'Opéra de Pékin sous le titre Neige au sixième mois.

## Argument
Prologue
Dou Tianzhang, veuf, est un lettré endetté auprès de madame Cai. En échange de sa reconnaissance de dette, il confie sa fille, âgé de sept ans, à madame Cai, afin que cette dernière en fasse sa bru. Dou Tianzhang part pour la capitale, passer les examens impériaux.
Acte un
Treize plus tard, Dou E (anciennement Dou Duanyun) est devenue veuve.
Le docteur Charlatan, endetté auprès de madame Cai, tente de l'étrangler. Cette dernière est sauvée par le père Zhang et son fils, Zhang l'âne. Zhang père et fils exigent d'épouser madame Cai et sa bru. Dou E refuse.
Acte deux
Zhang l'âne projette d'empoisonner madame Cai, afin de forcer Dou E à accepter le mariage. Il profite d'une maladie de madame Cai pour verser, dans une soupe qu'elle a demandée à Dou E, un poison acheté auprès du docteur Charlatan. Malheureusement, madame Cai fait goûter le bouillon au père Zhang qui meurt presque de suite. Dou E est accusée du meurtre, et condamnée à avoir la tête tranchée.
Acte trois
Avant son exécution, un mois de juin, elle déclare qu'il se mettra à neiger si le Ciel témoigne de son innocence. La neige tombe, elle est décapitée.
Acte quatre
Dou Tianzhang, le père de Dou E, devenu haut fonctionnaire chargé de réviser les procès, est de retour après treize années d'absence. Dou E lui apparaît sous la forme d'un fantôme, pour lui demander la révision de son procès. Le juge fautif est pour toujours dégradé de ses fonctions et subit la bastonnade ; Zhang l'âne et le docteur Charlatan sont mis à mort. Dou E est réhabilitée.

## Analyse
La pièce a été écrite après 1292. Elle est tenue pour le chef-d'œuvre de Guan Hanqing. Les injustices et l'arbitraire qui s'y manifestent peuvent refléter la violence de la société du temps de l'auteur. L'histoire est censée cependant se dérouler sous la dynastie Han et les Mongols n'y sont jamais nommés. La brièveté de la pièce, en quatre actes, comme il est d'usage dans le zaju des Yuan, en renforce l'intérêt dramatique. Cet aspect est édulcoré par la reprise qui en est faite sous la dynastie Ming, intitulée Jinsuoyi (Les Chaînes d'or), qui se termine par un happy end,.
L'histoire est inspirée d'un passage d'À la recherche des esprits de Gan Bao, qui lui-même reprend un passage de l'Histoire de la dynastie Han.
La totalité des parties chantées sont dans cette pièce dévolues à un seul personnage, celui de Dou E.

## Traduction
- Teou-ngo-youen, ou le Ressentiment de Teou-ngo, drame composé par Kouan-Han-King, dans Théâtre chinois, trad. Antoine Bazin, Imprimerie royale, Paris, 1838. [lire en ligne], sur chineancienne.fr
- Guan Hanqing, Le Ressentiment de Dou E (Dou E yuan), dans Jacques Pimpaneau, Anthologie de la littérature chinoise classique, Philippe Picquier, 2004, p. 538-566.